# Du Jin

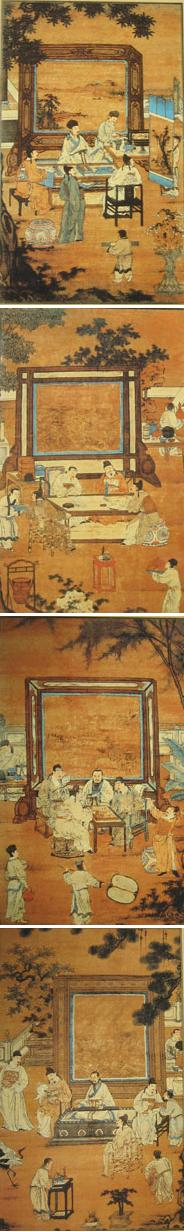
Du Jin, Intura sobre seda

Du Jin (xinès simplificat i tradicional: 杜堇; pinyin: Dù jǐn) fou un pintor xinès de paisatges, figures humanes, flors i animals. Va viure durant la dinastia Ming. No es coneixen les dates del seu naixement i de la seva mort. Se sap que va néixer a Dantu, actualment Zhenjiang, província de Jiangsu.
Va intentar ser funcionari però no ho va aconseguir. A poc a poc va esdevenir lletrat i pintor professional. Es va traslladar a Pequín on va pintar moltes de les seves obres i va viatjar pels voltants de Nanjing. Una de les seves obres més famoses que es conserven és “Fruint de les antiguitats”. El seu estil s'inspirava en l'academicisme dels Song del Sud.